# Caliphate Córdoba
Caliphate Córdoba (tiếng Ả Rập: خلافة قرطبة; trans. Khilāfat Qurṭuba) là một nhà nước trong vùng đất Hồi giáo trong bán đảo Iberia cùng với một phần của Bắc Phi nằm trong quyền kiểm soát của Nhà Omeyyad. Nhà nước này, với thủ đô ở Córdoba, 
tồn tại từ năm 929 đến năm 1031. Khu vực này trước đây nằm dưới quyền của Umayyad Emirate Córdoba (756-929). Giai đoạn này được đặc trưng bởi sự mở rộng thương mại và văn hóa, và việc xây dựng các kiệt tác của kiến trúc al-Andalus. Trong tháng 1 năm 929, Abd-ar-Rahman III tự phong mình là caliph (Arabic: خليفة) của Córdoba thay cho chức danh ban đầu, Emir of Córdoba (Arabic: أمير قرطبة 'Amīr Qurṭuba). Ông là một thành viên của Triều đại Umayyad, với danh hiệu Emir của Córdoba kể từ năm 756.
Caliphate Cordoba tan rã trong một cuộc nội chiến (Fitna of al-Andalus) giữa hậu duệ của khalip cuối cùng, Hisham II, và những người thừa kế của hayib của ông (dòng chính), Al-Mansur. Năm 1031, sau nhiều năm đấu đá nội bộ, Caliphate Cordoba tan vỡ thành một loạt taifa (quốc gia) Hồi giáo độc lập.

## Sách tham khảo
- Ambrosio, B.; Hernandez, C.; Noveletto, A.; Dugoujon, J. M.; Rodriguez, J. N.; Cuesta, P.; Fortes-Lima, C.; Caderon, R. (2010). "Searching thie peopling of the Iberian Peninsula from the perspective of two Andalusian subpopulations: a study based on Y-chromosome haplogroups J and E". Collegium Antropologicum 34 (4): 1215–1228.
- Barton, Simon (2004). A History of Spain. New York: Palgrave MacMillan. ISBN 0333632575.
- Chejne, Anwar G. (1974). Muslim Spain: Its History and Culture. Minneapolis: The University of Minnesota Press. ISBN 0816606889.
- Guichard, P. (1976). Al-Andalus: Estructura antropológica de una sociedad islámica en Occidente. Barcelona: Barral Editores. ISBN 8421120166
- Reilly, Bernard F. (1993). The Medieval Spains. Cambridge: Cambridge University Press. ISBN 0521394368.